# Carylla vaginalis
Carylla vaginalis är en insektsart som först beskrevs av Henri Saussure 1878.  Carylla vaginalis ingår i släktet Carylla och familjen syrsor. Inga underarter finns listade i Catalogue of Life.